# Trilplaat

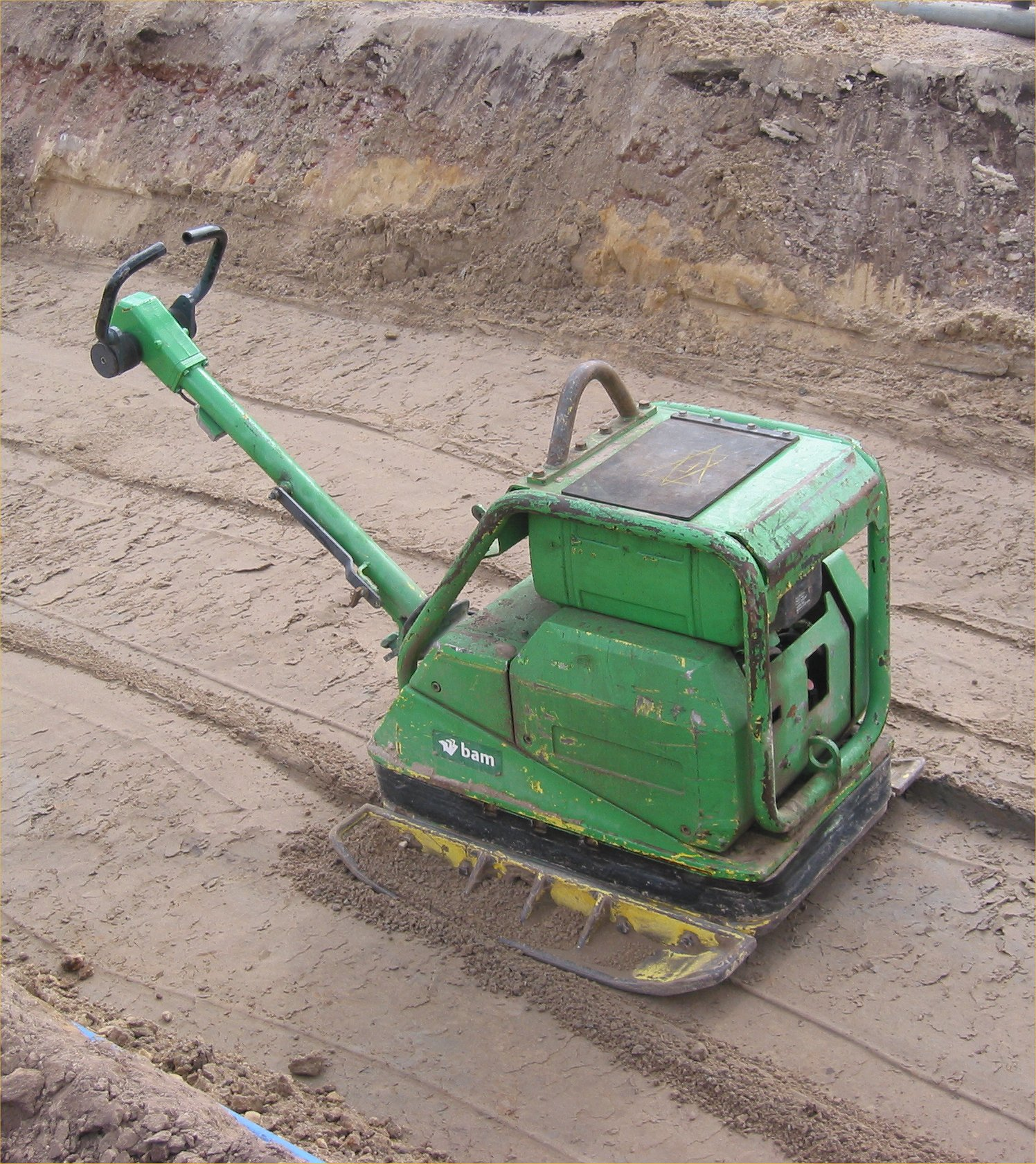
Trilplaat (Wegenbouw)

Een trilplaat is een machine die gebruikt wordt om trillingen of vibraties te veroorzaken.

## Toepassingen

### Wegenbouw
Een trilplaat wordt hoofdzakelijk gebruikt om een dichtere pakking van mengsels te krijgen. Bij grote oppervlakten wordt daarvoor meestal een wals gebruikt. Men kan de trilplaat gebruiken bij de aanleg van een weg, een stoep zodat de tegels niet verzakken, aantrillen van bestrating of het trillen van beton, om luchtbelinsluiting te voorkomen. Een trilplaat wordt dan door een motor aangedreven. De meest basale trilplaat is een sleeptriller, deze kan enkel vooruit. Om het gebruiksgemak te verhogen is er de geschakelde trilplaat die zowel vooruit als achteruit kan. Dit wordt met name gebruikt voor de 'zwaardere' trilplaten.
Voor het aftrillen van straatwerk levert de sleeptriller een mooier resultaat dan de geschakelde trilplaat. Dit heeft te maken met de manier van voortbewegen omdat het onbalansgewicht bij een sleeptriller voor in de machine zit.
Een veel gebruikte manier om trilplaten met elkaar te vergelijken is slagkracht. Deze is afhankelijk van de combinatie tussen eigen gewicht, massa van onbalansgewicht(en) en trilfrequentie.

### Fitness
Een trilplaat kan ook gebruikt worden als fitnesstoestel. Het gaat dan om een trillende plaat waar men bovenop staat. De trillingen brengen het lichaam uit balans waarop het lichaam in een reflex reageert en spieren aanspant om de balans te herstellen. Deze onbewuste spiercontracties kunnen, indien regelmatig herhaald, leiden tot krachttoename en lijken gezondheidsbevorderende effecten te hebben vergelijkbaar met reguliere vormen van sport en trainen. Verschillende van deze effecten zijn al wetenschappelijk aangetoond, zoals onder andere een verbeterde circulatie (bloedsomloop), verhoogde spierkracht en een toename in botdichtheid.
Zie ook vibratietraining.